# Liga dos Campeões da CAF de 2024–25
A Liga dos Campeões da CAF de 2024–25 (oficialmente como Liga dos Campeões TotalEnergies da CAF de 2024–25 por motivos de patrocínio) foi a 61ª edição da maior competição de clubes da África e a 29ª edição sobre o atual formato de competição.
Os vencedores desta edição da competição se classificarão automaticamente para a fase de grupos da próxima edição, ganhando o direito de jogar contra os vencedores da Copa das Confederações da CAF de 2024–25, na Supercopa da CAF de 2025, é se classificará para a Copa Intercontinental da FIFA de 2025 e para o Mundial de Clubes FIFA de 2029.

## Alocação das vagas
Todas as 54 associações-membro da CAF podem participar da Liga dos Campeões da CAF, com as 12 associações mais bem classificadas, de acordo com o ranking quinquenal da CAF, podendo inscrever duas equipes na competição. Como resultado, um máximo de 68 equipes puderam participar do torneio – embora esse nível nunca tenha sido alcançado.
Para a edição desta temporada, a CAF utilizou o ranking quinquenal da CAF de 2019-2024, que calcula os pontos de cada associação participante com base no desempenho de seus clubes ao longo dos cinco anos na Liga dos Campeões da CAF e na Copa das Confederações da CAF. Os critérios para a pontuação são os seguintes:
|                                  | Liga dos Campeões da CAF | Copa das Confederações da CAF |
| -------------------------------- | ------------------------ | ----------------------------- |
| Campeão                          | 6 pontos                 | 5 pontos                      |
| Vice-campeão                     | 5 pontos                 | 4 pontos                      |
| Eliminado na semifinal           | 4 pontos                 | 3 pontos                      |
| Eliminado nas quartas de final   | 3 pontos                 | 2 pontos                      |
| Terceiro lugar na fase de grupos | 2 pontos                 | 1 ponto                       |
| Quarto lugar na fase de grupos   | 1 ponto                  | 0,5 ponto                     |

Os pontos são multiplicados por um coeficiente de acordo com o ano da seguinte forma:
- 2023–24: × 5
- 2022–23: × 4
- 2021–22: × 3
- 2020–21: × 2
- 2019–20: × 1

## Equipes classificadas
As seguintes 59 equipes de 47 associações entraram na competição.
- Equipes (em negrito) se classificaram diretamente a segunda fase.
- As outras equipes entraram na primeira fase.

As associações são mostradas de acordo com sua classificação de 5 anos da CAF – aquelas com uma pontuação de classificação têm sua classificação e pontuação (entre parênteses) indicadas.
| Associação                     | Classificação (Pts) | Equipe             | Método qualificatório                                                                              |
| ------------------------------ | ------------------- | ------------------ | -------------------------------------------------------------------------------------------------- |
| Egito                          | 1 (184)             | Al Ahly            | Campeão da Liga dos Campeões da CAF de 2023–24 Campeão da Campeonato Egípcio de Futebol de 2023–24 |
| Egito                          | 1 (184)             | Pyramids           | Vice-campeão do Campeonato Egípcio de Futebol de 2023–24                                           |
| Marrocos                       | 2 (148)             | Raja Casablanca    | Campeão do Campeonato Marroquino de Futebol de 2023–24                                             |
| Marrocos                       | 2 (148)             | FAR Rabat          | Vice-campeão do Campeonato Marroquino de Futebol de 2023–24                                        |
| Argélia                        | 3 (119)             | MC Alger           | Campeão do Campeonato Argelino de Futebol de 2023–24                                               |
| Argélia                        | 3 (119)             | CR Belouizdad      | Campeonato Argelino de Futebol de 2023–24 runners-up                                               |
| África do Sul                  | 4 (106)             | Mamelodi Sundowns  | Campeão do Campeonato Sul-Africano de Futebol de 2023–24                                           |
| África do Sul                  | 4 (106)             | Orlando Pirates    | Vice-campeão do Campeonato Sul-Africano de Futebol de 2023–24                                      |
| Tunísia                        | 5 (97)              | Espérance de Tunis | Campeão do Campeonato Tunisiano de Futebol de 2023–24                                              |
| Tunísia                        | 5 (97)              | US Monastir        | Vice-campeão do Campeonato Tunisiano de Futebol de 2023–24                                         |
| Tanzânia                       | 6 (71)              | Young Africans     | Campeão da Liga da Tanzânia de Futebol de 2023–24                                                  |
| Tanzânia                       | 6 (71)              | Azam               | Vice-campeão da Liga da Tanzânia de Futebol de 2023–24                                             |
| República Democrática do Congo | 7 (54)              | TP Mazembe         | Campeão da Linafoot de 2023–24                                                                     |
| República Democrática do Congo | 7 (54)              | AS Maniema Union   | Vice-campeão da Linafoot de 2023–24                                                                |
| Angola                         | 8 (51.5)            | Petro de Luanda    | Campeão da Girabola de 2023–24                                                                     |
| Angola                         | 8 (51.5)            | Sagrada Esperança  | Vice-campeão da Girabola de 2023–24                                                                |
| Sudão                          | 9 (37)              | Al Hilal           | Campeão do Campeonato Sudanês de Futebol de 2023–24                                                |
| Sudão                          | 9 (37)              | Al Merrikh         | Vice-campeão do Campeonato Sudanês de Futebol de 2023–24                                           |
| Líbia                          | 10 (35)             | Al Nasr            | Campeão do Campeonato Líbio de Futebol de 2023–24                                                  |
| Líbia                          | 10 (35)             | Al-Ahly Benghazi   | Vice-campeão do Campeonato Líbio de Futebol de 2023–24                                             |
| Costa do Marfim                | 11 (30.5)           | San Pédro          | Campeão do Campeonato Marfinense de Futebol de 2023–24                                             |
| Costa do Marfim                | 11 (30.5)           | Stade d'Abidjan    | Vice-campeão do Campeonato Marfinense de Futebol de 2023–24                                        |
| Nigéria                        | 12 (25)             | Enugu Rangers      | Campeão da Liga Profissional de Futebol da Nigéria de 2023–24                                      |
| Nigéria                        | 12 (25)             | Remo Stars         | Vice-campeão da Liga Profissional de Futebol da Nigéria de 2023–24                                 |

| Associação                | Classificação (Pts) | Equipe                  | Método qualificatório                                            |
| ------------------------- | ------------------- | ----------------------- | ---------------------------------------------------------------- |
| Guiné                     | 13 (20.5)           | Milo                    | Campeão do Campeonato Guineano de Futebol de 2023–24             |
| Gana                      | 14 (20)             | Samartex                | Campeão do Campeonato Ganês de Futebol de 2023–24                |
| Mali                      | 15 (15)             | Djoliba                 | Campeão da Primeira Divisão Malinesa de 2023–24                  |
| Camarões                  | 16 (11.5)           | Victoria United         | Campeão do Campeonato Camaronês de Futebol de 2023–24            |
| Mauritânia                | 17 (10.5)           | FC Nouadhibou           | Campeão do Campeonato Mauritano de Futebol de 2023–24            |
| República do Congo        | 18 (9.5)            | AC Léopards             | Campeão do Campeonato Congolês de Futebol de 2024                |
| Botswana                  | 19 (8)              | Jwaneng Galaxy          | Campeão do Campeonato Botsuano de Futebol de 2023–24             |
| Zâmbia                    | 20 (7.5)            | Red Arrows              | Campeão do Campeonato Zambiano de Futebol de 2023–24             |
| Senegal                   | 21 (6)              | Teungueth               | Campeão do Campeonato Senegalês de Futebol de 2023–24            |
| Togo                      | T-22 (4)            | ASKO Kara               | Campeão do Campeonato Togolês de Futebol de 2023–24              |
| Uganda                    | T-22 (4)            | SC Villa                | Campeão do Campeonato Ugandense de Futebol de 2023–24            |
| Essuatíni                 | T-24 (1.5)          | Mbabane Swallows        | Campeão do Campeonato Essuatiniano de Futebol de 2023–24         |
| Níger                     | T-24 (1.5)          | AS GNN                  | Campeão do Campeonato Nigerino de Futebol de 2023–24             |
| Burquina Fasso            | T-26 (1)            | AS Douanes              | Campeão do Campeonato Burquinense de Futebol de 2023–24          |
| Zimbabwe                  | T-26 (1)            | Ngezi Platinum          | Campeão do Campeonato Zimbabuense de Futebol de 2023             |
| Benim                     | 28 (0.5)            | Coton FC                | Campeão do Campeonato Beninense de Futebol de 2023–24            |
| Burundi                   | —                   | Vital'O                 | Campeão do Campeonato Burundiano de Futebol de 2023–24           |
| República Centro-Africana | —                   | Red Star de Bangui      | Vice-campeão do Campeonato Centro-Africano de Futebol de 2023–24 |
| Chade                     | —                   | AS PSI                  | Campeão do Campeonato Chadiano de Futebol de 2024                |
| Comores                   | —                   | US Zilimadjou           | Campeão do Campeonato Comorense de Futebol de 2024               |
| Djibuti                   | —                   | Arta Solar              | Campeão do Campeonato Djibutiano de Futebol de 2023–24           |
| Guiné Equatorial          | —                   | Deportivo Mongomo       | Campeão do Campeonato Guinéu-Equatoriano de Futebol de 2023–24   |
| Etiópia                   | —                   | CBE                     | Campeão do Campeonato Etíope de Futebol de 2023–24               |
| Quênia                    | —                   | Gor Mahia               | Campeão do Campeonato Queniano de Futebol de 2023–24             |
| Libéria                   | —                   | Watanga                 | Campeão do Campeonato Liberiano de Futebol de 2023–24            |
| Madagáscar                | —                   | Disciples FC            | Campeão do Campeonato Malgaxe de Futebol de 2023–24              |
| Malawi                    | —                   | Nyasa Big Bullets       | Campeão do Campeonato Malauiano de Futebol de 2023–24            |
| Moçambique                | —                   | Ferroviário da Beira    | Campeão do Campeonato Moçambicano de Futebol de 2023             |
| Namíbia                   | —                   | African Stars           | Campeão do Campeonato Namibiano de Futebol de 2023–24            |
| Ruanda                    | —                   | APR                     | Campeão do Campeonato Ruandês de Futebol de 2023–24              |
| Seicheles                 | —                   | Saint Louis Suns United | Campeão do Campeonato Seichelense de Futebol de 2024             |
| Serra Leoa                | —                   | Bo Rangers              | Campeão do Campeonato Serra-Leonês de Futebol de 2024            |
| Somália                   | —                   | Dekedaha                | Campeão do Campeonato Somali de Futebol de 2023–24               |
| Sudão do Sul              | —                   | Al Merreikh Bentiu      | Campeão do Campeonato Sul-Sudanês de Futebol de 2024             |
| Zanzibar                  | —                   | JKU                     | Campeão do Campeonato Zanzibarita de Futebo de 2023–24           |

Associações que não inscreveram uma equipe
- Cabo Verde
- Eritreia
- Gabão
- Gâmbia
- Guiné-Bissau
- Lesoto
- Ilhas Maurícias
- Reunião
- São Tomé e Príncipe

## Calendário
O cronograma do torneio classificatório é o seguinte:
| Fase            | Rodada           | Data do sorteio         | Jogo de ida               | Jogo de volta             |
| --------------- | ---------------- | ----------------------- | ------------------------- | ------------------------- |
| Qualificatórias | Primeira fase    | 11 de julho 2024        | 16–18 de agosto de 2024   | 23–25 de agosto de 2024   |
| Qualificatórias | Segunda fase     | 11 de julho 2024        | 13–15 de setembro de 2024 | 20–22 de setembro de 2024 |
| Fase de grupos  | 1ª rodada        | 7 de outubro de 2024    | 26–27 de novembro de 2024 | 26–27 de novembro de 2024 |
| Fase de grupos  | 2ª rodada        | 7 de outubro de 2024    | 6–7 de dezembro de 2024   | 6–7 de dezembro de 2024   |
| Fase de grupos  | 3ª rodada        | 7 de outubro de 2024    | 13–14 de dezembro de 2024 | 13–14 de dezembro de 2024 |
| Fase de grupos  | 4ª rodada        | 7 de outubro de 2024    | 3–4 de janeiro de 2025    | 3–4 de janeiro de 2025    |
| Fase de grupos  | 5ª rodada        | 7 de outubro de 2024    | 10–11 de janeiro de 2025  | 10–11 de janeiro de 2025  |
| Fase de grupos  | 6ª rodada        | 7 de outubro de 2024    | 17–18 de janeiro de 2025  | 17–18 de janeiro de 2025  |
| Fase final      | Quartas-de-final | 20 de fevereiro de 2025 | 1–2 de abril de 2025      | 8–9 de abril de 2025      |
| Fase final      | Semifinais       | 20 de fevereiro de 2025 | 18–19 de abril de 2025    | 25–26 de abril de 2025    |
| Fase final      | Final            | 20 de fevereiro de 2025 | 24 de maio de 2025        | 1 de junho 2025           |

## Fases de qualificação
O sorteio das eliminatórias foi realizado em 11 de julho de 2024, às 12h GMT (15h hora local, 15:00 (UTC+3), na sede da CAF, no Cairo, Egito.
Nas eliminatórias, cada partida foi disputada em partidas de ida e volta. Em caso de empate no placar agregado após o segundo jogo, a regra do gol fora de casa foi aplicada e, em caso de empate, a prorrogação não foi realizada e a decisão por pênaltis foi utilizada para determinar o vencedor (Regulamentos III. 13 e 14).

### Primeira fase
A primeira rodada, também chamada de primeira fase preliminar, incluiu as 54 equipes que não receberam vaga para a segunda fase.
| Equipe 1                | Total       | Equipe 2             | 1.º jogo | 2.º jogo |
| ----------------------- | ----------- | -------------------- | -------- | -------- |
| El Merriekh Bentiu      | 2–5         | Gor Mahia            | 1–0      | 1–5      |
| Arta Solar              | 4–5         | Dekedaha             | 0–2      | 4–3      |
| SC Villa                | 2–3         | CBE                  | 1–2      | 1–1      |
| Vital'O                 | 0–10        | Young Africans       | 0–4      | 0–6      |
| Azam                    | 1–2         | APR                  | 1–0      | 0–2      |
| JKU                     | 1–9         | Pyramids             | 0–6      | 1–3      |
| Mbabane Swallows        | 1–0         | Ferroviário da Beira | 1–0      | 0–0      |
| Ngezi Platinum          | 0–0 (3–4 p) | AS Maniema Union     | 0–0      | 0–0      |
| Nyasa Big Bullets       | 2–3         | Red Arrows           | 2–1      | 0–2      |
| African Stars           | 1–1 (5–6 p) | Jwaneng Galaxy       | 1–0      | 0–1      |
| Disciples FC            | 0–4         | Orlando Pirates      | 0–0      | 0–4      |
| US Zilimadjou           | 1–2         | Enugu Rangers        | 0–1      | 1–1      |
| Saint Louis Suns United | 0–4         | Sagrada Esperança    | 0–1      | 0–3      |
| AS Douanes              | 1–1 (g.f.)  | Coton FC             | 0–0      | 1–1      |
| AC Léopards             | 0–3         | CR Belouizdad        | 0–2      | 0–1      |
| Victoria United         | 0–2         | Samartex             | 0–1      | 0–1      |
| AS GNN                  | 1–7         | Raja Casablanca      | 1–2      | 0–5      |
| AS PSI                  | 0–3         | US Monastir          | 0–1      | 0–2      |
| Watanga                 | 0–4         | MC Alger             | 0–2      | 0–2      |
| Red Star de Bangui      | W.O.        | Djoliba              | 0–0      | —        |
| Deportivo Mongomo       | 2–3         | ASKO Kara            | 2–2      | 0–1      |
| Stade d'Abidjan         | 2–2 (5–4 p) | Teungueth            | 1–1      | 1–1      |
| Milo                    | 1–1 (g. f.) | FC Nouadhibou        | 0–0      | 1–1      |
| Bo Rangers              | 1–2         | San Pédro            | 1–1      | 0–1      |
| Al Ahly Benghazi        | 1–2         | Al Hilal             | 0–1      | 1–1      |
| Al Nasr                 | 0–2         | Al Merrikh           | 0–0      | 0–2      |
| Remo Stars              | 2–3         | FAR Rabat            | 2–1      | 0–2      |

### Segunda fase
A segunda rodada, também chamada de segunda rodada preliminar, incluiu 32 equipes: as 5 equipes que receberam vaga para esta rodada e os 27 vencedores da primeira rodada.
| Equipe 1         | Total       | Equipe 2           | 1.º jogo | 2.º jogo |
| ---------------- | ----------- | ------------------ | -------- | -------- |
| Gor Mahia        | 0–6         | Al Ahly            | 0–3      | 0–3      |
| Dekedaha         | 1–12        | Espérance de Tunis | 1–4      | 0–8      |
| CBE              | 0–7         | Young Africans     | 0–1      | 0–6      |
| APR              | 2–4         | Pyramids           | 1–1      | 1–3      |
| Mbabane Swallows | 0–8         | Mamelodi Sundowns  | 0–4      | 0–4      |
| AS Maniema Union | 2–1         | Petro de Luanda    | 2–1      | 0–0      |
| Red Arrows       | 1–4         | TP Mazembe         | 0–2      | 1–2      |
| Jwaneng Galaxy   | 0–3         | Orlando Pirates    | 0–2      | 0–1      |
| Enugu Rangers    | 2–3         | Sagrada Esperança  | 1–0      | 1–3      |
| AS Douanes       | 1–1 (3–4 p) | CR Belouizdad      | 1–0      | 0-1      |
| Samartex         | 2–4         | Raja Casablanca    | 2–2      | 0–2      |
| US Monastir      | 1–2         | MC Alger           | 1–0      | 0–2      |
| Djoliba          | 2–0         | ASKO Kara          | 1–0      | 1–0      |
| Stade d'Abidjan  | 3–2         | Milo               | 2–0      | 1–2      |
| San Pédro        | 2–3         | Al Hilal           | 2–2      | 0–1      |
| Al Merrikh       | 2–4         | FAR Rabat          | 2–2      | 0–2      |

## Fase de grupos
O sorteio da fase de grupos foi realizado em 7 de outubro de 2024, às 11h GMT (14h horário local, 14:00 (UTC+3)), no Cairo, Egito. Os 16 vencedores da segunda fase das eliminatórias foram divididos em quatro grupos de quatro.
As equipes foram classificadas de acordo com seu desempenho nas competições da CAF nas cinco temporadas anteriores (os pontos do ranking quinquenal da CAF são exibidos ao lado de cada equipe). Cada grupo continha uma equipe de cada um dos Potes 1, 2, 3 e 4, e cada equipe foi alocada às posições em seu grupo de acordo com seu pote.

### Grupo A
| Pos | Equipe         | Pts | J | V | E | D | GP | GC | SG | Classificado                    |
| --- | -------------- | --- | - | - | - | - | -- | -- | -- | ------------------------------- |
| 1   | Al Hilal       | 10  | 6 | 3 | 1 | 2 | 6  | 7  | −1 | Avança para às Quartas-de-final |
| 2   | MC Alger       | 9   | 6 | 2 | 3 | 1 | 4  | 2  | +2 | Avança para às Quartas-de-final |
| 3   | Young Africans | 8   | 6 | 2 | 2 | 2 | 5  | 6  | −1 |                                 |
| 4   | TP Mazembe     | 5   | 6 | 1 | 2 | 3 | 7  | 7  | 0  |                                 |

### Grupo B
| Pos | Equipe            | Pts | J | V | E | D | GP | GC | SG | Classificado               |
| --- | ----------------- | --- | - | - | - | - | -- | -- | -- | -------------------------- |
| 1   | FAR Rabat         | 10  | 6 | 2 | 4 | 0 | 8  | 4  | +4 | Avança às Quartas-de-final |
| 2   | Mamelodi Sundowns | 9   | 6 | 2 | 3 | 1 | 5  | 4  | +1 | Avança às Quartas-de-final |
| 3   | Raja Casablanca   | 8   | 6 | 2 | 2 | 2 | 4  | 5  | −1 |                            |
| 4   | AS Maniema Union  | 3   | 6 | 0 | 3 | 3 | 3  | 7  | −4 |                            |

### Grupo C
| Pos | Equipe          | Pts | J | V | E | D | GP | GC | SG  | Classificado               |
| --- | --------------- | --- | - | - | - | - | -- | -- | --- | -------------------------- |
| 1   | Orlando Pirates | 14  | 6 | 4 | 2 | 0 | 10 | 4  | +6  | Avança às Quartas-de-final |
| 2   | Al Ahly         | 10  | 6 | 3 | 1 | 2 | 14 | 7  | +7  | Avança às Quartas-de-final |
| 3   | CR Belouizdad   | 9   | 6 | 3 | 0 | 3 | 11 | 10 | +1  |                            |
| 4   | Stade d'Abidjan | 1   | 6 | 0 | 1 | 5 | 4  | 18 | −14 |                            |

### Grupo D
| Pos | Equipe             | Pts | J | V | E | D | GP | GC | SG  | Classificado               |
| --- | ------------------ | --- | - | - | - | - | -- | -- | --- | -------------------------- |
| 1   | Espérance de Tunis | 13  | 6 | 4 | 1 | 1 | 12 | 3  | +9  | Avança às Quartas-de-final |
| 2   | Pyramids           | 13  | 6 | 4 | 1 | 1 | 14 | 4  | +10 | Avança às Quartas-de-final |
| 3   | Sagrada Esperança  | 5   | 6 | 1 | 2 | 3 | 3  | 10 | −7  |                            |
| 4   | Djoliba            | 2   | 6 | 0 | 2 | 4 | 0  | 12 | −12 |                            |

1. ↑  Djoliba venceu por W/O após o Red Star de Bangui ter desistido da competição alegando motivos financeiros.
2. 1 2  Classificados pela diferença de gols em confrontos diretos: Espérance de Tunis +1, Pyramids –1.

## Fase final

### Sorteio
O mecanismo dos sorteios para cada rodada foi o seguinte:
- No sorteio das quartas de final, os quatro vencedores dos grupos foram classificados como cabeças de chave, e os quatro segundos colocados foram classificados como não cabeças de chave. Os times classificados foram sorteados contra os não classificados, com os times classificados recebendo o jogo de volta. Equipes do mesmo grupo não poderiam ser sorteadas entre si, enquanto equipes da mesma associação poderiam ser sorteadas entre si.
- Nos sorteios das semifinais, não houve classificação, e equipes do mesmo grupo ou da mesma associação poderiam ser sorteadas entre si. Como os sorteios das quartas de final e das semifinais foram realizados juntos antes das quartas de final, a identidade dos vencedores das quartas de final não era conhecida no momento do sorteio das semifinais.

| Grupo | Líderes de grupo   | Vice-líderes de grupo |
| ----- | ------------------ | --------------------- |
| A     | Al Hilal           | MC Alger              |
| B     | FAR Rabat          | Mamelodi Sundowns     |
| C     | Orlando Pirates    | Al-Ahly               |
| D     | Espérance de Tunis | Pyramids              |

### Chaveamento
O chaveamento foi decidido após o sorteio da fase eliminatória, realizado em 20 de fevereiro de 2025, às 18h00 AST (UTC+3) na sede da beIN Sports em Doha, Catar.
|  | Quartas de final   | Quartas de final | Quartas de final | Quartas de final |   |                        | Semifinais       | Semifinais       | Semifinais       | Semifinais       |  |                   | Final                          | Final                          | Final                          | Final                          |  |  |
|  | 1 a 9 de abril     | 1 a 9 de abril   | 1 a 9 de abril   | 1 a 9 de abril   |   |                        | 18 a 25 de abril | 18 a 25 de abril | 18 a 25 de abril | 18 a 25 de abril |  |                   | 24 de maio a 1 e junho de 2025 | 24 de maio a 1 e junho de 2025 | 24 de maio a 1 e junho de 2025 | 24 de maio a 1 e junho de 2025 |  |  |
|  |                    |                  |                  |                  |   |                        |                  |                  |                  |                  |  |                   |                                |                                |                                |                                |  |  |
|  | Mamelodi Sundowns  | 1                | 0                | 1                |   |                        |                  |                  |                  |                  |  |                   |                                |                                |                                |                                |  |  |
|  | Espérance de Tunis | 0                | 0                | 0                |   |                        |                  |                  |                  |                  |  |                   |                                |                                |                                |                                |  |  |
|  | Espérance de Tunis | 0                | 0                | 0                |   | Mamelodi Sundowns (gf) | 0                | 1                | 1                |                  |  |                   |                                |                                |                                |                                |  |  |
|  |                    |                  |                  |                  |   | Mamelodi Sundowns (gf) | 0                | 1                | 1                |                  |  |                   |                                |                                |                                |                                |  |  |
|  |                    | Al-Ahly          | 0                | 1                | 1 |                        |                  |                  |                  |                  |  |                   |                                |                                |                                |                                |  |  |
|  | Al-Ahly            | Al-Ahly          | 0                | 1                | 1 | 1                      | 1                | 2                |                  |                  |  |                   |                                |                                |                                |                                |  |  |
|  | Al-Ahly            |                  |                  |                  |   | 1                      | 1                | 2                |                  |                  |  |                   |                                |                                |                                |                                |  |  |
|  | Al Hilal           | 0                | 0                | 0                |   |                        |                  |                  |                  |                  |  |                   |                                |                                |                                |                                |  |  |
|  | Al Hilal           | 0                | 0                | 0                |   |                        |                  |                  |                  |                  |  | Mamelodi Sundowns | 1                              | 1                              | 2                              |                                |  |  |
|  |                    |                  |                  |                  |   |                        |                  |                  |                  |                  |  | Mamelodi Sundowns | 1                              | 1                              | 2                              |                                |  |  |
|  |                    | Pyramids         | 1                | 2                | 3 |                        |                  |                  |                  |                  |  |                   |                                |                                |                                |                                |  |  |
|  | MC Alger           | Pyramids         | 1                | 2                | 3 | 0                      | 0                | 1                |                  |                  |  |                   |                                |                                |                                |                                |  |  |
|  | MC Alger           |                  |                  |                  |   | 0                      | 0                | 1                |                  |                  |  |                   |                                |                                |                                |                                |  |  |
|  | Orlando Pirates    | 1                | 0                | 1                |   |                        |                  |                  |                  |                  |  |                   |                                |                                |                                |                                |  |  |
|  | Orlando Pirates    | 1                | 0                | 1                |   | Orlando Pirates        | 0                | 2                | 2                |                  |  |                   |                                |                                |                                |                                |  |  |
|  |                    |                  |                  |                  |   | Orlando Pirates        | 0                | 2                | 2                |                  |  |                   |                                |                                |                                |                                |  |  |
|  |                    | Pyramids         | 0                | 3                | 3 |                        |                  |                  |                  |                  |  |                   |                                |                                |                                |                                |  |  |
|  | Pyramids           | Pyramids         | 0                | 3                | 3 | 4                      | 0                | 4                |                  |                  |  |                   |                                |                                |                                |                                |  |  |
|  | Pyramids           |                  |                  |                  |   | 4                      | 0                | 4                |                  |                  |  |                   |                                |                                |                                |                                |  |  |
|  | FAR Rabat          | 1                | 2                | 3                |   |                        |                  |                  |                  |                  |  |                   |                                |                                |                                |                                |  |  |

### Quartas de final
| Equipe 1          | Total | Equipe 2           | 1.º jogo | 2.º jogo |
| ----------------- | ----- | ------------------ | -------- | -------- |
| Al-Ahly           | 2–0   | Al Hilal           | 1–0      | 1–0      |
| Pyramids          | 4–3   | FAR Rabat          | 4–1      | 0–2      |
| Mamelodi Sundowns | 1–0   | Espérance de Tunis | 1–0      | 0–0      |
| MC Alger          | 0–1   | Orlando Pirates    | 0–1      | 0–0      |

### Semifinais
| Equipe 1          | Total    | Equipe 2 | 1.º jogo | 2.º jogo |
| ----------------- | -------- | -------- | -------- | -------- |
| Mamelodi Sundowns | 1–1 (gf) | Al-Ahly  | 0–0      | 1–1      |
| Orlando Pirates   | 2–3      | Pyramids | 0–0      | 2–3      |

### Final
A primeira partida será disputada em 24 de maio, e a segunda em 1º de junho de 2025.

#### Partida de ida
| 24 de maio de 2025 | Mamelodi Sundowns | 1 – 1     | Pyramids       | Estádio Loftus Versfeld, Pretória       |
| 15:00 (UTC+2)      | Ribeiro 54'       | Relatório | 90+4' El Karti | Público: 50 000 Árbitro: Mahmood Ismail |

#### Partida de volta
| 1 de junho de 2025 | Pyramids              | 2 – 1     | Mamelodi Sundowns | Estádio 30 de Junho, Cairo                     |
| 20:00 (UTC+3)      | Mayele 23' · Samy 56' | Relatório | 75' Rayners       | Público: 25 000 Árbitro: Omar Abdulkadir Artan |

O Pyramids venceu por 3–2 no placar agregado.

## Artilheiros
- Atualizado até 1 de junho de 2025

| Classificação | Jogador             | Equipe          | RD1 | RD2 | RD3 | RD4 | RD5 | RD6 | QF1 | QF2 | SF1 | SF2 | F1 | F2 | Total |
| ------------- | ------------------- | --------------- | --- | --- | --- | --- | --- | --- | --- | --- | --- | --- | -- | -- | ----- |
| 1             | Fiston Mayele       | Pyramids        | 1   |     |     |     |     |     | 2   |     |     | 2   |    | 1  | 6     |
| 2             | Ibrahim Adel        | Pyramids        | 2   |     |     | 1   |     |     | 2   |     |     |     |    |    | 5     |
| 2             | Emam Ashour         | Al Ahly         |     |     | 1   |     | 3   |     |     | 1   |     |     |    |    | 5     |
| 4             | Relebohile Mofokeng | Orlando Pirates |     |     |     | 1   | 1   | 1   |     |     |     | 1   |    |    | 4     |
| 4             | Mohau Nkota         | Orlando Pirates | 2   |     |     |     |     |     | 1   |     |     | 1   |    |    | 4     |

## Premiação
| Liga dos Campeões da CAF de 2024–25 |
| Egito                               |
| ----------------------------------- |
| Pyramids Campeão (1.º título)       |